# Sogni... è tutto quello che c'è
Sogni ...è tutto quello che c'è è il quarto album discografico di Raf, pubblicato il 4 marzo 1991.
Disponibile sia in vinile che in musicassetta ed in CD, Sogni ...è tutto quello che c'è viene messo in vendita in contemporanea con la partecipazione del cantautore al Festival di Sanremo 1991 con il brano Oggi un Dio non ho, e da esso, oltre a quello citato, vengono tratti i singoli Siamo soli nell'immenso vuoto che c'è e Senza respiro, mentre Interminatamente era già stato pubblicato nel mese di gennaio di quell'anno. Del brano Oggi un Dio non ho è stata fatta una cover dalla cantante israeliana Ofra Haza, che, con il titolo "Today I'll Pray", lo ha inserito nell'album Kirya del 1992.
Tutti i brani sono stati composti dallo stesso Raf e Giuseppe Dati, ad eccezione di Interminatamente, al cui testo collabora Cheope. Altra collaborazione importante è quella con Eros Ramazzotti che firma con Raf il testo della struggente Anche tu, prestando anche la propria voce nell'esecuzione.

## Tracce
1. Sogni – 0:10 (Giuseppe Dati, Raf) – Intro
2. Interminatamente – 4:40 (Cheope, Giuseppe Dati, Raf)
3. Siamo soli nell'immenso vuoto che c'è – 5:03 (Giuseppe Dati, Raf)
4. Oggi un Dio non ho – 4:33 (Raf, Giuseppe Dati)
5. Se ti senti sola – 4:15 (Cheope, Giuseppe Dati, Raf)
6. Anche tu – 3:34 (Giuseppe Dati, Raf, Eros Ramazzotti) – con Eros Ramazzotti
7. Amarsi o non amarsi – 4:52 (Raf, Giuseppe Dati)
8. Senza respiro – 4:10 (Raf, Giuseppe Dati)
9. È meglio così – 3:52 (Giuseppe Dati, Raf)
10. Malinverno – 5:11 (Giuseppe Dati, Raf)
11. Sogni – 3:20 (Giuseppe Dati, Raf)

## Formazione
- Raf – voce, cori, programmazione, chitarra elettrica, armonica
- Massimo Pacciani – batteria, percussioni
- Dado Parisini – tastiera, programmazione
- Stefano Allegra – basso
- Riccardo Galardini – chitarra acustica
- Andrea Braido – chitarra elettrica
- Demo Morselli – tromba, flicorno
- Stefano Cantini – sassofono soprano, sassofono tenore
- Danilo Amerio, Gianna Cerchier, Kate Humble, Carole Cook, Giuseppe Dati, Dee Lewis – cori

## Classifiche
| Classifica (1991) | Posizione massima |
| ----------------- | ----------------- |
| Europa            | 72                |
| Italia            | 5                 |

### Classifiche di fine anno
| Classifica (1991) | Posizione |
| ----------------- | --------- |
| Italia            | 13        |